# Clase Claud Jones
Los destructores de la clase Claud Jones eran cuatro destructores de escolta construidos para la Armada de los Estados Unidos a fines de la década de 1950. Estos barcos eran una versión con motor diésel de la clase Dealey anterior y fueron diseñados con el objetivo de producir un barco más barato adecuado para una producción rápida en tiempos de guerra. Estos barcos también tenían armamento y velocidad reducidos en comparación con sus predecesores. La Armada de los Estados Unidos no los consideró buques de guerra antisubmarinos efectivos y se vendieron después de solo 15 años de servicio a la Armada de Indonesia.

## Unidades
- USS Claud Jones (DE-1033) (1958-1974) Vendido a Indonesia como KRI Monginsidi
- USS John R. Perry (DE-1034) (1959-1973) Vendido a Indonesia como KRI Samadikun
- USS Charles Berry (DE-1035) (1960-1974) Vendido a Indonesia como KRI Martadinata
- USS McMorris (DE-1036) (1960-1974) Vendido a Indonesia como KRI Ngurah Rai